# Jacques Vermeire (stripreeks)
Jacques Vermeire is een vedettestrip rond de gelijknamige Belgische komiek Jacques Vermeire. De reeks kende zijn begin in 1993. In dat jaar verschenen er in een hoog tempo meteen drie albums. De reeks werd door striptekenaar Geert Kinnaert geschreven en getekend.
In 1995 verscheen het laatste album. Er verschenen in totaal zeven stripalbums in deze reeks. Volgens de achterflap op het zevende verhaal was er nog een achtste album in voorbereiding, XTV genaamd.

## Albums
Alle albums zijn getekend en geschreven door Geert Kinnaert.
| Nummer | Titel                | Uitgever         | Jaartal (Eerste druk) |
| ------ | -------------------- | ---------------- | --------------------- |
| 1      | Den boer op!         | Creadis-Schelle  | 1993                  |
| 2      | Tante Terribel       | Creadis-Schelle  | 1993                  |
| 3      | Bij de rijkswacht    | Inodis-Ruiselede | 1993                  |
| 4      | Reumatik Park        | Inodis-Ruiselede | 1994                  |
| 5      | Fan fatale           | Inodis-Ruiselede | 1994                  |
| 6      | Tot in de eeuwigheid | Inodis-Ruiselede | 1995                  |

Naar aanleiding van zijn 70ste verjaardag kwam Jacques Vermeire in het najaar van 2021 uit met een limited edition luxe integraal (beperkt op 500 genummerde stuks) van zijn 7-delige stripreeks “Jacques Vermeire”. De herdrukken van deze integralen werden gebundeld en aangeboden in een unieke hardcover verzamelbox (luxe foedraal) genaamd De ongeloofelijke belevenissen van Jacques Vermeire Box. Deze werden genummerd en gelimiteerd op 500 stuks.